# Shell Point
Shell Point is een plaats (census-designated place) in de Amerikaanse staat South Carolina, en valt bestuurlijk gezien onder Beaufort County.

## Demografie
Bij de volkstelling in 2000 werd het aantal inwoners vastgesteld op 2856.

## Geografie
Volgens het United States Census Bureau beslaat de plaats een oppervlakte van
20,0 km², waarvan 15,8 km² land en 4,2 km² water.

## Plaatsen in de nabije omgeving
De onderstaande figuur toont nabijgelegen plaatsen in een straal van 12 km rond Shell Point.